# 李和 (天順進士)
李和（1421年—？），字本中，河南彰德府安陽縣人，明朝政治人物。同進士出身。

## 生平
景泰元年（1450年）舉庚午科河南鄉試第七十一名。天順元年（1457年）中式丁丑科會試第一百七十二名，殿試登進士第三甲第一百九十四名。

## 家族
曾祖父李士德。祖父李仲文。父亲李光道。